# برادفوردتون (ایلینوی)
برادفوردتون (به انگلیسی: Bradfordton) یک منطقهٔ مسکونی در ایالات متحده آمریکا است که در ایلینوی واقع شده‌است. برادفوردتون ۱۸۰٫۱۴ متر بالاتر از سطح دریا واقع شده‌است.